# Слак (Альшеевский район)
Слак (баш. Ыҫлаҡ) — село в Альшеевском районе Республики Башкортостан, единственный населенный пункт Слаковского сельсовета. Живут татары (2002).

## География
Расположено в устье р. Слак (приток р. Курсак).
Расстояние до:
- районного центра (Раевский): 20 км,
- ближайшей железнодорожной станции (Шафраново): 6 км.

## История
Название от речки Ыҫлак
Основано мишарями по договору 1738 о припуске на вотчинных землях башкир Яик‑Суби‑Минской волости Ногайской дороги.
Занимались земледелием, пчеловодством, плотницким делом, изготовлением саней.
По сведениям переписи 1897 года, в деревне Слак Белебеевского уезда Уфимской губернии жили 3682 человека (1877 мужчин и 1805 женщин), из них 3644 мусульманина.

## Население
| 2002 | 2009  | 2010 | 2012 | 2013 | 2014 | 2015 |
| ---- | ----- | ---- | ---- | ---- | ---- | ---- |
| 1186 | ↘1119 | ↘956 | ↘946 | ↘909 | ↘890 | ↘876 |
| 2016 | 2017  | 2018 | 2019 | 2020 |      |      |
| ↘858 | ↘827  | ↘818 | ↘806 | ↘796 |      |      |

Историческая численность населения: в 1795 учтено 784 человек; в 1865 в 417 дворах — 2354 чел.; 1906 — 3834 чел.; 1920 — 5070; 1939—2927; 1959—2131; 1989—1230; 2002—1186; 2010—956.
Национальный состав
Жители преимущественно татары (85 %).

## Инфраструктура
Слакская МГЭС (введена в 1999 году с мощностью 100 кВт), средняя школа, детсад, врачебная амбулатория, ДК, библиотека.
В 1906 зафиксированы 5 мечетей, 2 школы, земская б‑ца, 4 водяные мельницы, каменоломня, бакалейная, винная и 2 пивные лавки, 3 хлебозапасных магазина.

## Религия
В селе есть мечеть.

## Известные уроженцы
Среди уроженцев доктора наук Н. М. Даутов, Ж. Ф. Галимов, Н. Ф. Кагарманов, Х. М. Насыров.